# Антонио Салиери
Антонио Салиери (на италиански: Antonio Salieri; на немски: Anton Salieri; 18 август 1750, Леняго, Венецианска република – 7 май 1825, Виена) е италиански композитор, диригент, педагог и капелмайстор. Той е една от най-известните личности на европейската музикална култура от XVIII-XIX век, оказали влияние върху историята на операта в Австрия, Италия и Франция, един от най-важните, известни и авторитетни музиканти за всички времена. Творчеството му включва: 49 опери, 6 балета, 2 реквиема, 6 концерта, много вокална музика, меси, химни, мотети, псалми и др.

## Биография
Роден е на 18 август 1750 година в Леняго, близо до Верона. Произхожда от богато семейство на търговци. От ранна възраст показва талант и интерес към музиката. Първите си уроци по цигулка Салиери получава от своя брат Франческо, ученик на цигуларя Джузепе Тартини, а след това се научава да свири на клавесин в местната катедрала.
След смъртта на родителите си, придружен от своя брат, Антонио Салиери заминава за Падуа, а от там във Венеция. На 15-годишна възраст пее в хора на катедралата Сан Марко във Венеция. Постъпва в училището на Джовани Пешети, за да учи композиция. Учи хармония и под ръководството на Ф. Пачини овладява вокалното изкуство. По покана на Флориан Леополд Гасман, капелмайстор във Виена, през 1766 г. Антонио отива във Виена и взема уроци при Гасман. Той го въвежда в музикалния кръг и го запознава с либретиста Пиетро Метастазио, композитора Глук и други известни личности. През 1774 година Салиери вече е автор на повече от десет опери и дирижира италианска оперна трупа във Виена. Същата година е приет на императорска служба като композитор.
След смъртта на Гасман Антонио Салиери получава длъжността на придворен композитор и диригент на италианската опера във Виена, а през 1788 г. е назначен за придворен капелмайстор. Заема този висок пост в музикална Виена Салиери при трима императори – до 1824 година. През 1813 г. влиза в комитета по организация на Виенската консерватория и я оглавява през 1817 г. (първоначално тя се наричала Певческа школа).
За да следи представленията на своите опери, Салиери пътува много. Във Венеция се среща с Метастазио и Хайдн, с когото стават големи приятели. Посещава Милано и Рим, и известно време живее в Париж, където е приятел с Глук.
През последните дни от своя живот Салиери изгубва зрението си. Постъпва в болница, където прекарва последните си дни. Умира на 7 май 1825 г. във Виена. На погребението любимият му ученик Шуберт дирижира неговия Реквием в до минор.

## Творчество
Салиери става един от най-плодовитите създатели на камерна и църковна музика, но и на лирични опери. Пише над четиридесет опери, някои от които и до днес се ползват с отлична репутация. В началото на творчеството му неговите опери следват класическите италиански традиции, но от 1780 г. развитието му е в посока на Глук, така че му оперите му стават много популярни и завладяват Париж. Салиери притежава и много оркестрови, камерни, църковни произведения, включително неговият „Реквием“ (написан през 1804 година, но изпълнен за първи път на погребението му).
Салиери е бил добър музикален педагог и много престижен учител. Той е обучавал повече от шестдесет музиканти, сред които Лудвиг ван Бетовен, Франц Шуберт, Ференц Лист, Карл Черни, Джакомо Мейербер, Йохан Хумел, Франц Ксавер Моцарт и други известни композитори от началото на XIX век. Според свидетелства на неговите съвременници Салиери е имал много топли отношения със своите ученици и е бил емоционално свързан с тях. Смята се, че след като Лист е напуснал Виена, именно това е послужило като причина за неуспешния опит за самоубийство, който Салиери прави през 1824 година.

## Салиери и Моцарт
Една стара легенда свързва името на Салиери с това на Моцарт, наричайки Салиери предполагаем негов убиец. За мнозина името на Салиери е станало нарицателно за обозначаването на завистта на неталантлив човек към талантлив. Тази репутация на Салиери до голяма степен се дължи на неговия образ в художествените произведения – в драмата на Пушкин „Моцарт и Салиери“ (1831) и поставената по нея опера от Римски-Корсаков (1898), в пиесата на Питър Шафър „Амадеус“ (1979) и въз основа на нея едноименния филм на Милош Форман (1984).
Според съществуващите сведения няма причина да се вярва, че между Моцарт и Салиери някога е съществувала особена вражда. Изключителният италиански психиатър Чезаре Ломброзо в книгата си „Гениалност и лудост“ пише, че Моцарт е страдал от мания за преследване, вярвайки, че италианските композитори му завиждат и искат да го убият. Произходът на легендата за Моцарт и Салиери има национално-политически корени. В края на XVIII-XIX век музикалните критици и първите биографи на Моцарт искат да подчертаят лоялността на музиката на Моцарт към австро-германската традиция, противопоставяйки ѝ италианското влияние. За олицетворение на италианското направление във виенската музика бил избран Салиери като най-авторитетен композитор от италиански произход (отделен въпрос е доколко това е оправдано, тъй като Салиери живее във Виена от 16-годишна възраст и в музикално отношение е бил много по-близо до германците отколкото до италианците).
Всъщност Салиери не е имал мотив да убие Моцарт, той е бил достатъчно известен и по-успял от Моцарт. През 1997 година в Милано се провежда необичаен съдебен процес с 200-годишна давност, на който Салиери е оправдан.